# 261년

## 연호
- 위(魏) 경원(景元) 2년
- 촉(蜀) 경요(景耀) 4년
- 오(吳) 영안(永安) 4년

## 기년
- 위(魏) 원제(元帝) 2년
- 촉(蜀) 후주(後主) 39년
- 오(吳) 경제(景帝) 4년
- 신라(新羅) 첨해 이사금(沾解泥師今) 15년
- 고구려(高句麗) 중천왕(中川王) 14년
- 백제(百濟) 고이왕(古爾王) 28년

## 사건
- 음력 2월, 신라, 달벌성(達伐城)을 쌓고, 나마 극종(奈麻克宗)을 성주로 삼았다.
- 음력 3월, 백제가 신라에 사신을 보내 화해를 청하였으나 허락하지 않았다.
- 음력 3월, 촉한의 황제 유선이 죽은 조운의 관직을대장군으로 시호를 순평후로 추증한다

## 사망
- 음력 12월 28일, 신라(新羅) 첨해이사금(沾解泥師今)

## 참고 문헌
- 김부식 (1145). 〈권02 첨해 이사금 條〉. 《삼국사기》.